# St Mary's Church (Cardiff)
Kostel svaté Marie v Cardiffu (anglicky St Mary's Church; velšsky: Eglwys Fair) je kostel na jihu města Cardiff ve Walesu. Je to anglikánský kostel, který byl znovu postaven v roce 1843, jelikož původní kostel z roku 1107 byl zničen po povodních roku 1701.